# Louis Scott
Henry Louis Scott (Paterson, 16 novembre 1889 – 17 maggio 1954) è stato un mezzofondista statunitense.

## Biografia
Prese parte ai Giochi olimpici di Stoccolma 1912 partecipando a ben cinque gare. Arrivò in finale nei 5000 metri e nei 10 000 metri, ma si ritirò su quest'ultima distanza. Nei 3000 metri a squadre si ritirò, ma la squadra degli Stati Uniti (composta da Tell Berna, George Bonhag, Abel Kiviat e Norman Taber) vinse la medaglia d'oro (che venne quindi assegnata anche a Scott). Fu ventiquattresimo nella corsa campestre individuale.

## Palmarès
| Anno | Manifestazione  | Sede      | Evento                    | Risultato | Prestazione              | Note |
| ---- | --------------- | --------- | ------------------------- | --------- | ------------------------ | ---- |
| 1912 | Giochi olimpici | Stoccolma | 5000 metri                | finale    | n/d                      |      |
| 1912 | Giochi olimpici | Stoccolma | 10 000 metri              | finale    | dnf                      |      |
| 1912 | Giochi olimpici | Stoccolma | 3000 metri a squadre      | Oro       | dnf (squadra: 9 p.)      |      |
| 1912 | Giochi olimpici | Stoccolma | Corsa campestre           | 24º       | 53'51"4                  |      |
| 1912 | Giochi olimpici | Stoccolma | Corsa campestre a squadre | dnf       | 53'51"4 (squadra: 24 p.) |      |